# Hubert Negele
Hubert Negele (* 28. Januar 1919; † 23. November 1994) war ein liechtensteinischer Skirennläufer.

## Biografie
Bei den Olympischen Winterspielen 1936 war Negele Teil der Olympiamannschaft von Liechtenstein. In der Alpinen Kombination, die die einzige Disziplin im alpinen Skisport war, schied er im zweiten Lauf des Slaloms aus.